# Marcus Van Story
Marcus Van Story (* 3. Mai 1920 in Corinth, Mississippi; † 24. April 1992 in Memphis, Tennessee) war ein US-amerikanischer Rockabilly-Musiker. Van Story arbeitete in den 1950er-Jahren als Bassist für Sun Records.

## Leben
Über Van Storys frühes Leben ist nicht viel bekannt. Bereits Anfang der 1950er-Jahre wirkte er als Country-Musiker in der Umgebung von Memphis, Tennessee. 1953 und 1954 war er Mitglied in Joe Manuels Saturday Night Jamboree, das live aus Memphis über KWEM Samstagabends gesendet wurde. Auch im alltäglichen Programm des Senders, auf dem auch Johnny Cash, Elvis Presley, B.B. King und viele weitere bekannte Musiker der Stadt auftraten, war Van Story zu hören. 1954 und 1955 spielte Van Story Bass auf Charlie Feathers’ ersten Aufnahmen für Sun Records. Mit Feathers spielte Van Story zeit seines Lebens zusammen. In diesen frühen Jahren setzte Besitzer der Sun Studios Sam Phillips ihn auch als Sessionmusiker für andere Künstler ein, unter anderem bei Maggie Sue Wimberley und den Miller Sisters.
1956 kam Warren Smith zu Sun und hatte dort mit Rock’n’Roll Ruby einen ersten Erfolg. Während Smith bei dieser ersten Session von den Snearly Ranch Boys begleitet wurde, unterstützte ihn bei seinen nächsten Aufnahmen eine vollkommen neue Band, darunter Van Story. Van Story wurde nicht nur Smiths neuer Bassist, sondern auch sein Manager und ging mit ihm auf Tournee. 1957 stieg Van Story jedoch aus Smiths Band aus und wurde durch Will Hopson ersetzt.
In den nächsten Jahren war Van Story weiterhin als Country- und Rockabilly-Musiker aktiv. In den 1970er-Jahren wurde Van Story verstärkt wieder durch das Revival als Rockabilly-Musiker wahrgenommen. 1974 spielte er für Barrelhouse Records ein Album ein, bei dem er von Malcolm Yelvington, Charlie Feathers und dessen Sohn Bubba begleitet wurde. Im Gegenzug ist Van Story auf Feathers’ Barrelhouse-Album That Rock-A-Billy Cat von 1979 als Bassist zu hören. Ein Jahr zuvor hatte er an einer Session mit alten Sun-Musikern teilgenommen, die Vern Pullens und Eddie Bond begleiteten.
1986 war Van Story Gründungsmitglied der Sun Rhythm Section, einer Supergroup von Sun-Künstlern, die Alben aufnahmen und Tourneen durch die USA und Europa unternahmen. Neben Van Story gehörten auch Sonny Burgess, Jerry Lee „Smoochy“ Smith, Jimmy Van Eaton, Stan Kesler, Paul Burlison und D.J. Fontana zu dieser Band. In dieser Gruppe zeigte er auch sein Talent als Komiker, Gitarrist und Mundharmonika-Spieler.
1991 machte Van Story seine letzten Aufnahmen. Er starb 1992.

## Diskographie

### Singles
| Jahr | Titel                                                                                                | Label #           |
| ---- | --- | ----------------- |
|      | Three Long Years / I’m So Afraid (mit Jerry Fox)                                                     | Zone Z-1073       |
| 1974 | - Get With It - Way Down Blues (Malcolm Yelvington) - Goodbye Marie (Malcolm Yelvington) - unbekannt | Shelby County 001 |

### Alben
1974: Drinkin' Wine Spo-Dee-Oh-Dee! (Barrelhouse BH-011)